# كيان اقتصادي
في المحاسبة، الكيان الاقتصادي (بالإنجليزية: Economic entity)‏ هو أحد أهم ثوابت المحاسبة بشكل عام. يمكن لأي نوع من المنظمات أو الهيئات في المجتمع أن يكون كيانًا اقتصاديًا. بما في ذلك المستشفيات والشركات والبلديات والوكالات الفيدرالية.
ينص مبدأ «افتراض الكيان الاقتصادي» على أن أنشطة الكيان يجب أن تبقى منفصلة عن أنشطة صاحبها وجميع الكيانات الاقتصادية الأخرى.